# Epictia
Epictia är ett släkte i familjen äkta blindormar med cirka 45 arter. Flera arter som ingår listades tidigare i släktet Leptotyphlops.
Arterna är med en längd mindre än 75 cm liten och smal. De förekommer i Sydamerika. Individerna gräver i marken och de har främst termiter som föda. Honor lägger ägg.
Arter enligt The Reptile Database:
- Epictia albifrons (WAGLER, 1824)
- Epictia albipuncta (BURMEISTER, 1861)
- Epictia alfredschmidti (LEHR, WALLACH, KÖHLER & AGUILAR, 2002)
- Epictia amazonica (OREJAS-MIRANDA, 1969)
- Epictia antoniogarciai KOCH, VENEGAS & BÖHME, 2015
- Epictia ater TAYLOR, 1940
- Epictia australis (FREIBERG & OREJAS-MIRANDA, 1968)
- Epictia bakewelli OLIVER, 1937
- Epictia borapeliotes (VANZOLINI, 1996)
- Epictia clinorostris ARREDONDO & ZAHER, 2010
- Epictia collaris (HOOGMOED, 1977)
- Epictia columbi (KLAUBER, 1939)
- Epictia diaplocia (OREJAS-MIRANDA, 1969)
- Epictia fallax (PETERS, 1858)
- Epictia goudotii (DUMÉRIL & BIBRON, 1844)
- Epictia hobartsmithi ESQUEDA, SCHLÜTER, MACHADO, CASTELAÍN & NATERA-MUMAW, 2015
- Epictia magnamaculata TAYLOR, 1940
- Epictia martinezi WALLACH, 2016
- Epictia melanura (SCHMIDT & WALKER, 1943)
- Epictia munoai (OREJAS-MIRANDA, 1961)
- Epictia pauldwyeri WALLACH, 2016
- Epictia peruviana (OREJAS-MIRANDA, 1969)
- Epictia phenops (COPE, 1875)
- Epictia resetari WALLACH, 2016
- Epictia rioignis KOCH, MARTINS & SCHWEIGER, 2019
- Epictia rubrolineata (WERNER, 1901)
- Epictia rufidorsa (TAYLOR, 1940)
- Epictia schneideri WALLACH, 2016
- Epictia septemlineata KOCH, VENEGAS & BÖHME, 2015
- Epictia signata (JAN, 1861)
- Epictia striatula (SMITH & LAUFE, 1945)
- Epictia subcrotilla (KLAUBER, 1939)
- Epictia teaguei (OREJAS-MIRANDA, 1964)
- Epictia tenella KLAUBER, 1939
- Epictia tesselata (TSCHUDI, 1845)
- Epictia tricolor (OREJAS-MIRANDA & ZUG, 1974)
- Epictia undecimstriata (SCHLEGEL, 1839)
- Epictia unicolor (WERNER, 1913)
- Epictia vanwallachi KOCH, VENEGAS & BÖHME, 2015
- Epictia vellardi (LAURENT, 1984)
- Epictia venegasi KOCH, SANTA CRUZ & CÁRDENAS, 2016
- Epictia vindumi WALLACH, 2016
- Epictia vonmayi KOCH, SANTA CRUZ & CÁRDENAS, 2016
- Epictia wynni WALLACH, 2016